# آنومالی امین آباد ۱
آنومالی امین آباد ۱ یک اندیس فلزی است که در حوالی شهر تکاب استان آذربایجان غربی قرار دارد و مادهٔ معدنی موجود در آن، طلا است. سنگ میزبان این اندیس کنگلومرا، ماسه‌سنگ، مارن است و دیرینگی آن به دوران الیگومیوو پلیوسن می‌رسد. در این اندیس، پاراژنز‌های باریت و طلا یافت می‌شوند.